# دهلك كبير
دهلك كبير (بالإنجليزية: Dahlak Kebir) هي أكبر جزيرة في أرخبيل دهلك، ومن هنا تقتبس اسمها كبير. تقع في البحر الأحمر قبالة سواحل إريتريا، وكانت تسمى سابقًا دهلك ديست، ولكن بسبب التأثر بالعربية في العصر الذهبي للإسلام، أطلق السكان عليها دهلك كبير.

## الملخص
يبلغ عدد سكان دهلك كبير حوالي 2500 شخص يتحدثون اللغة الدهلكية. وتشمل صناعاتها الرئيسة صيد الأسماك وجمع خيار البحر والسياحة.
تقع قرية دهلك كبير في غرب الجزيرة وتشتهر بصهاريجها القديمة ومقبرتها التي يعود تاريخها إلى عام 912 ميلادي على الأقل. كما أنها معروفة أيضًا بأحفورياتها. وتشمل الميزات الأخرى للجزيرة الآثار التي تعود إلى ما قبل الإسلام في منطقة عادل، والحياة البرية، ومستنقعات المانجروف. تربط العبارات الجزيرة بمدينة مصوع والعديد من الجزر الأصغر.